# Quem Convence Ganha Mais
Quem Convence Ganha Mais foi um programa de televisão brasileiro que tem um formato de talk show venezuelano em que os participantes expõe seus problemas à apresentadora e quem tiver razão será remunerado com uma quantia em prêmio de 1 mil reais. O programa foi produzido e exibido pelo SBT. Em 2011 na primeira transmissão do programa ele era apresentado pela psicóloga Suzy Camacho, que deixou a emissora e que também foi apresentado por Christina Rocha.
A atração é oriunda da Venezuela exibido pela Venezuela Televisión (Venevisión) desde 2003.

## Sinopse
Os participantes vão expor seus problemas à apresentadora e quem tiver razão será remunerado com uma quantia em prêmio de 1 mil reais, para quem tiver a razão, e 500 reais para quem não tiver. São dois casos em cada episódio.
A primeira temporada do programa havia três jurados fixos, a atual possui sempre jurados semanais escolhidos pela própria produção do programa.

## Equipe

### Apresentadores
- Suzy Camacho (2011-2012)
- Christina Rocha (2013)

### Mentores/Conselheiros
- Felipeh Campos
- Vida Vlatt
- Elias Matogrosso